# Lijst van burgemeesters van Werkhoven
Dit is een lijst van burgemeesters van de Nederlandse gemeente Werkhoven tot die gemeente in 1964 samen met Odijk opging in de gemeente Bunnik.
| Ambtsperiode | Naam burgemeester                              | Partij of stroming | Bijzonderheden |
| ------------ | ---------------------------------------------- | ------------------ | --- |
| 1813 - 1846  | Hermanus (H.) de Vriendt                       |                    | maire/schout/burgemeester, tevens schout/burgemeester van Odijk (1818-1846); in 1846 vanwege malversaties en valsheid in geschrifte uit ambt gezet en veroordeeld tot gevangenisstraf |
| 1846 - 1853  | mr. C.W.E.C. baron de Geer                     |                    | tevens burgemeester van Odijk (1847-1853), Rhijnauwen (1850-1853) en Bunnik (1850-1853)                                                                                               |
| 1853 - 1865  | IJsbrand (IJ.J.H.) de Kock (1826-1893)         |                    | tevens burgemeester van Rhijnauwen (tot opheffing in 1857), Bunnik en Odijk |
| 1865 - 1871  | C.H. Ruygrok                                   |                    | tevens burgemeester van Bunnik en Odijk |
| 1871 - 1887  | jhr.mr. F.H. de Pesters                        |                    | tevens burgemeester van Bunnik en Odijk |
| 1887 - 1899  | mr. G.C.D.R. baron van Hardenbroek (1859-1941) |                    | tevens burgemeester van Bunnik en Odijk |
| 1899 - 1901  | H.E. van Bunnik                                |                    | tevens burgemeester van Bunnik en Odijk |
| 1901 - 1936  | mr. Willem Jabes van Beeck Calkoen (1871-1945) |                    | tevens burgemeester van Bunnik en Odijk |
| 1936 - 1941  | Eugène (E.A.M.J.) van de Weijer                |                    | tevens burgemeester van Bunnik en Odijk en bovendien vanaf 1959 waarnemend burgemeester van Houten, Schalkwijk en Tull en 't Waal                                                     |
| 1942 - 1945  | A.H.Th. Nijland                                |                    | tevens burgemeester van Bunnik en Odijk |
| 1945 - 1961  | Eugène (E.A.M.J.) van de Weijer                |                    | tevens burgemeester van Bunnik en Odijk en bovendien vanaf 1959 waarnemend burgemeester van Houten, Schalkwijk en Tull en 't Waal                                                     |
| 1961 - 1964  | F.R.M. Meltzer                                 | KVP                | tevens burgemeester van Bunnik (1961-1979) en Odijk (1961-1964) |